# Rudolf Lehmann
Pour les articles homonymes, voir Lehmann.
Rudolf Lehmann (30 janvier 1914 à Heidelberg – 17 septembre 1983 à Ettlingen) était un SS-Standartenführer de la Waffen-SS durant la Seconde Guerre mondiale.

Il a été récipiendaire de la croix de chevalier de la croix de fer avec feuilles de chêne.

## Biographie
Lehmann a été formé comme officier SS à l'école des officiers de la Waffen SS à Bad Tölz en avril 1935. Il a ensuite été affecté au régiment Germania comme commandant de peloton .
Pendant qu'il sert dans la Germania, Lehmann devient commandant du peloton de véhicules blindés. Sur la promotion avril 1940, il reçoit le commandement de la 14e Compagnie du Régiment de Germania, jusqu'à ce qu'il soit transféré à la SS Adolf Hitler Leibstandarte en octobre 1940.
Lehmann a été recommandé pour la croix de chevalier de la croix de fer par Theodor Wisch pour son action de commandement d'un groupe de combat dans la région de Jitomir de l'Ukraine au cours de décembre 1943.
Fin 1944, Lehmann est transféré au 1er Corps Panzer SS de la 6e SS Panzer Armee en tant que chef d'état-major. Il restera à ce poste jusqu'en mars 1945, quand il reçoit le commandement de la 2e division SS Das Reich et dirige la Division à travers les batailles autour de Vienne pendant l'Opération Frühlingserwachen.

Pour son commandement de la division Das Reich, il reçoit les feuilles de chêne de la croix de chevalier,.

Blessé pendant les combats en Autriche, Lehmann finit la guerre en se remettant de ses blessures.

## Décorations
- Croix de fer
  - 2e classe (15 novembre 1939)
  - 1re classe (29 mai 1940)
- Croix allemande en or (2 novembre 1943)
- Croix de chevalier de la croix de fer avec feuilles de chêne
  - Croix de chevalier de la croix de fer (23 février 1944)
  - avec feuilles de chêne (6 mai 1945)

## Ouvrage
- 1983 : Die Liebstandarte im Bild (La Liebstandarte en images) 320 pages  (ISBN 978-3-942145-07-7).